# جری برگن
جری برگن (انگلیسی: Jerry Bergen؛ ‏ ۴ ژانویهٔ ۱۸۹۹ – ژانویهٔ ۱۹۸۶) بازیگر و هنرمند وودویل و پانتومیم بود. روزنامهٔ شیکاگو ساندی تریبون او را «یکی از بامزه‌ترین مردان جهان» نامید.
از فیلم‌هایی که وی در آن‌ها نقش داشته‌است، می‌توان به دزد دریایی و تومالیو اشاره نمود.